# Актинолит
Актинолитът е силикатен минерал от групата на амфиболите с химическа формула: Ca2(MgFe)5Si8O22(OH)2. Притежава светлозелен, тъмнозелен, понякога черен цвят.

## Етимология
Актинолитът е минерал с наименование, произлизащо от гръцките думи ακτίνα – „лъч“ и λίθος – „камък“, поради радиално лъчестата форма на агрегатите му. Тънковлакнестите разновидности се обозначават като актинолитов азбест.

## Находища
Актинолитът заема междинно място между тремолита, богат на магнезий, и феро-актинолита, богат на желязо. Среща се често в метаморфни скали, например в контактните зони, ограждащи охладени интрузивни скали. Среща се и като продукт на метаморфизма на богати на магнезий варовици.

Красиви и едри кристали от актинолит са известни в Рила, Крумовградско и Ивайловградско. Те обаче не са оценявани като суровина за ювелирни и декоративни иделия.